# Утакмице фудбалске репрезентације Мађарске 1987.
Фудбалска репрезентација Мађарске је током 1987. године одиграла девет званичних утакмица. Мађарска је играла у петој квалификационој групи Европског првенства, Холандија је завршила на првом месту са 14 бодова, на другом месту је била Грчка са 9, на трећем и четвртом месту су биле Мађарска и Пољска са по 8, а Кипар на последњем месту са 1 бодом. Мађарска репрезентација је поново променила селектора, тако да је и ове сезоне имала два савезна селектора репрезентације, Веребеш је водио у четири утакмице, Гарами у пет.
Савезни селектори националног тима у овом периоду су били:
- Јожеф Веребеш (610 — 613.)
- Јожеф Гарами (614 — 619.)[note 1]

## Утакмице
| Кипар | 0 : 1 (0 : 0) | Мађарска |
| ----- | ------------- | -------- |
|       | Извештај      | 50’ Бода |

| Холандија                | 2 : 0 (2 : 0) | Мађарска |
| ------------------------ | ------------- | -------- |
| Гулит 38’ · А. Мирен 41’ | Извештај      |          |

| Мађарска                                                    | 5 : 3 (1 : 1) | Пољска                                            |
| ----------------------------------------------------------- | ------------- | ------------------------------------------------- |
| Винце 39’ · Детари 61’ (пен) 76’ · Петер 66’ · Преселер 83’ | Извештај      | 27’ М. Дариус · 53’ В. Смоларек · 81’ Р. Војчицки |

| Источна Немачка | 0 : 0    | Мађарска |
| --------------- | -------- | -------- |
|                 | Извештај |          |

| Шкотска            | 2 : 0 (1 : 0) | Мађарска |
| ------------------ | ------------- | -------- |
| А. Мекојст 35’ 63’ | Извештај      |          |

| Пољска                                              | 3 : 2 (1 : 1) | Мађарска                 |
| --------------------------------------------------- | ------------- | ------------------------ |
| Д. Џекановски 7’ · Р. Тарашевиц 57’ · М. Лешњак 61’ | Извештај      | 10’ Богнар · 64’ Месарош |

| Мађарска                             | 3 : 0 (3 : 0) | Грчка |
| ------------------------------------ | ------------- | ----- |
| Детари 4’ · Богнар 12’ · Месарош 15’ | Извештај      |       |

| Мађарска | 0 : 0    | Западна Немачка |
| -------- | -------- | --------------- |
|          | Извештај |                 |

| Мађарска   | 1 : 0 (0 : 0) | Кипар |
| ---------- | ------------- | ----- |
| Киприх 92’ | Извештај      |       |

## Голгетери у 1987.
| Домаћин | Гост |

| - Лајош Детари - Јожеф Киприх - Золтан Петер - Ђерђ Богнар |

## Извори и спољашње везе
- Dénes Tamás-Rochy Zoltán. A 700. után. Rochy és Társa. ISBN 963-04-7169-8.
- Све утакмице репрезентације Мађарске
- Репрезентација Мађарске на фудбалској бази података
- Утакмице репрезентације Мађарске (1987)